# Sven Christians
Sven Christians (* 28. Januar 1967 in Ost-Berlin) ist ein ehemaliger deutscher Fußballspieler.

## Sportliche Laufbahn
Sven Christians spielte im Jugendbereich für die ASG Vorwärts Strausberg sowie den FC Vorwärts Frankfurt/Oder, dem er seit 1979 angehörte. Beim Fußballclub der Armeesportvereinigung Vorwärts gelang ihm der Sprung in den Männerbereich in der 2. Mannschaft, die Mitte der 1980er-Jahre in der zweitklassigen Liga antrat. In der Saison 1987/88 wurde die Defensivkraft in der Oberligaelf des FCV einmal aufgeboten. Nach dem Abstieg der Armeeelf aus dem Oberhaus des DDR-Fußballs kam der Soldat 1988/89 häufiger in der 1. Mannschaft in der zweithöchsten Spielklasse zum Einsatz.
1989/90 war er bei der BSG Chemie Velten aktiv. Nach der Wende wechselte der Abwehr- und Mittelfeldspieler Christians 1991 über Borussia Neunkirchen in die Oberliga zum Wuppertaler SV, mit dem er sofort den Aufstieg in die 2. Fußball-Bundesliga schaffte. Christians überzeugte und wechselte zur nächsten Saison in die Bundesliga zum VfL Bochum. Hier konnte Christians nie wirklich die in ihn gesetzten Erwartungen erfüllen. Er war Mitglied des Teams der Bochumer, das erstmals aus der Bundesliga abstieg. In der folgenden Saison gelang der sofortige Aufstieg. Doch auch sein zweites Jahr in der Bundesliga verlief nicht wie gewünscht und Christians wechselte 1995 wieder zum inzwischen wieder in der Regionalliga spielenden Wuppertaler SV. Nach nur einem halben Jahr schloss sich Christians dem Regionalligisten SV Babelsberg 03 an. 1998 führte ihn sein Weg zunächst zu Germania Schöneiche und trotz dortiger Erfolge aus beruflichen Gründen nach nur einer Saison in die Niederungen des Amateurfußballs.

## Statistik
- Oberliga: ein Spiel / kein Tor
- Bundesliga: 40 Spiele/ drei Tore
- 2. Bundesliga: 32 Spiele /zwei Tore